# جین (مجموعه تلویزیونی)
جین (انگلیسی: Jin) یک سریال درام تلویزیونی است که توسط سامانه سخن‌پراکنی توکیو در ۲۰۰۹ میلادی و دومین سری در سال ۲۰۱۱ پخش شد. این سریال بر اساس یک مانگا به زبان ژاپنی بنام جین (مانگا) نوشته موتوکا موراکامی ساخته شده‌است.